# PRB (IMOCA)
Pour les articles homonymes, voir PRB.
PRB est le nom de six voiliers monocoques répondant à la jauge 60 pieds IMOCA. Le troisième PRB a gagné deux Vendée Globe : en 2001 barré par Michel Desjoyeaux et en 2005 barré par Vincent Riou.

## Le sponsor
Le principal sponsor (qui donne son nom au bateau) est PRB, une société vendéenne spécialisée dans les Produits de Revêtements du Bâtiment. Le siège social de la société est situé à La Mothe-Achard, dans le département de la Vendée.

## PRB(1991, premier du nom)

### Historique
Le premier PRB est mis à l'eau en août 1991. C'est un monocoque en aluminium avec lequel Jean-Yves Hasselin participe au Vendée Globe 1992-1993.

## PRB(1996, deuxième du nom)

### Historique
Le deuxième PRB est construit en 1996 afin qu'Isabelle Autissier prenne le départ de la troisième édition du Vendée Globe.
Le bateau est victime d'une rupture d’un des safrans obligeant Isabelle Autissier à faire une escale technique, synonyme d’abandon ; elle choisira toutefois de repartir après cette escale. Elle sera le deuxième marin à rallier le port des Sables-d'Olonne mais hors course.

### Palmarès
- 1998
  - 2e Route de l'Or en équipage (Isabelle Autissier, David Adams, Luc Bartissol, Lionel Lemonchois et Jean Saucet) en 62 jours 13 heures et 19 minutes

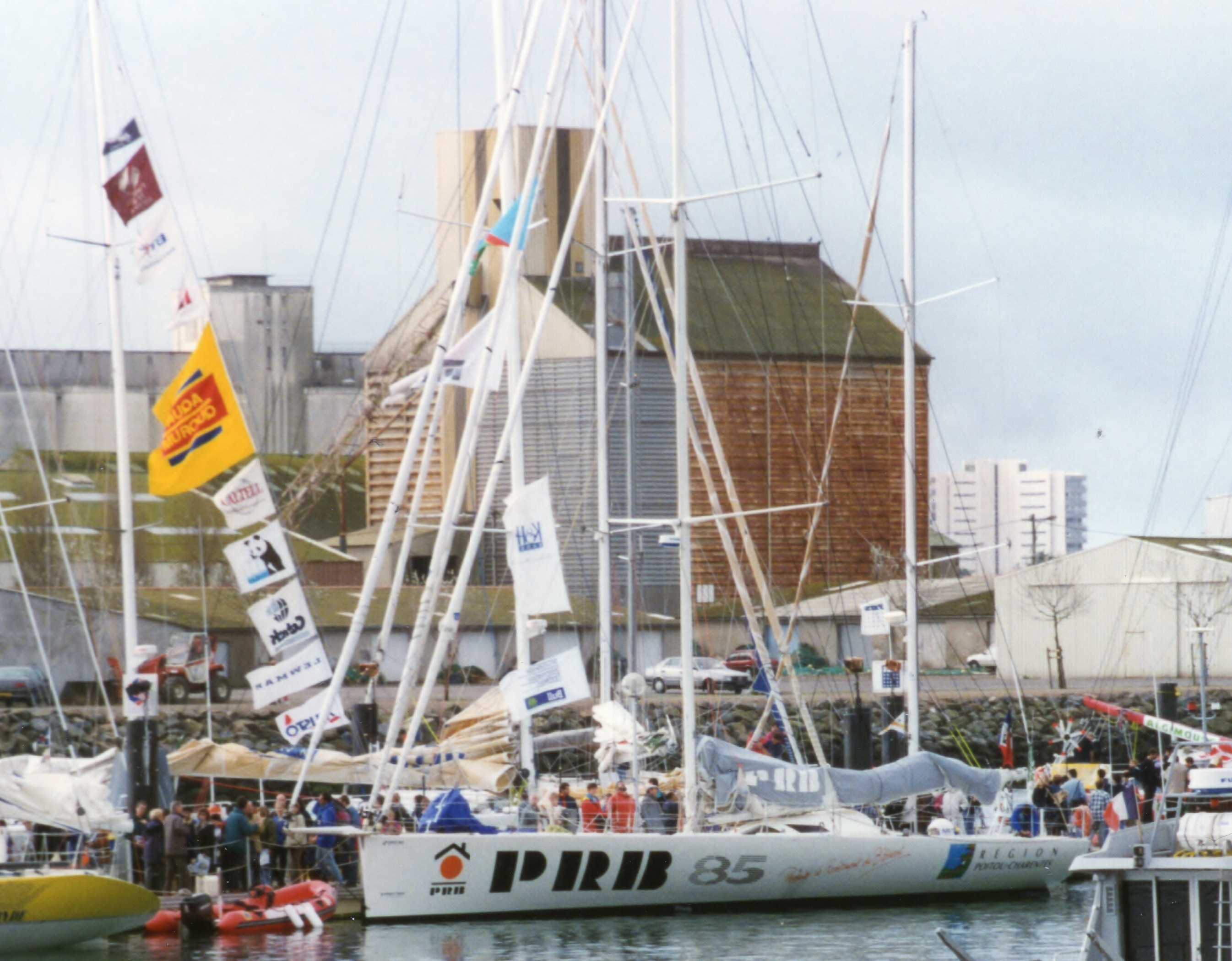
Le deuxième PRB au départ du Vendée Globe 1996-1997.

## PRB(2000, troisième du nom)

### Historique
En 2000 est construit un nouveau PRB pour Michel Desjoyeaux. Il participe au Vendée Globe 2000-2001 qu'il remporte en 93 jours 3 h 57 min battant le précédent record de Christophe Auguin de plus de 12 jours.
En 2001 à la suite du départ de Michel Desjoyaux qui signe un contrat de partenariat de cinq ans avec Géant avec à la clé la construction d'un trimaran de 60 pieds, PRB engage Vincent Riou.

### Palmarès
- 2001 
  - Vainqueur du Vendée Globe, barré par Michel Desjoyeaux.

- 2003
  - Vainqueur de la Calais Round Britain Race (équipage)
  - 2e de la Rolex Fastnet Race (équipage)
  - 4e Transat Jacques-Vabre 2003 avec Vincent Riou et Jérémie Beyou

- 2004
  - Vainqueur du Vendée Globe 2004-2005 barré par Vincent Riou en 87 jours 10 heures 47 minutes et 55 secondes (nouveau record)

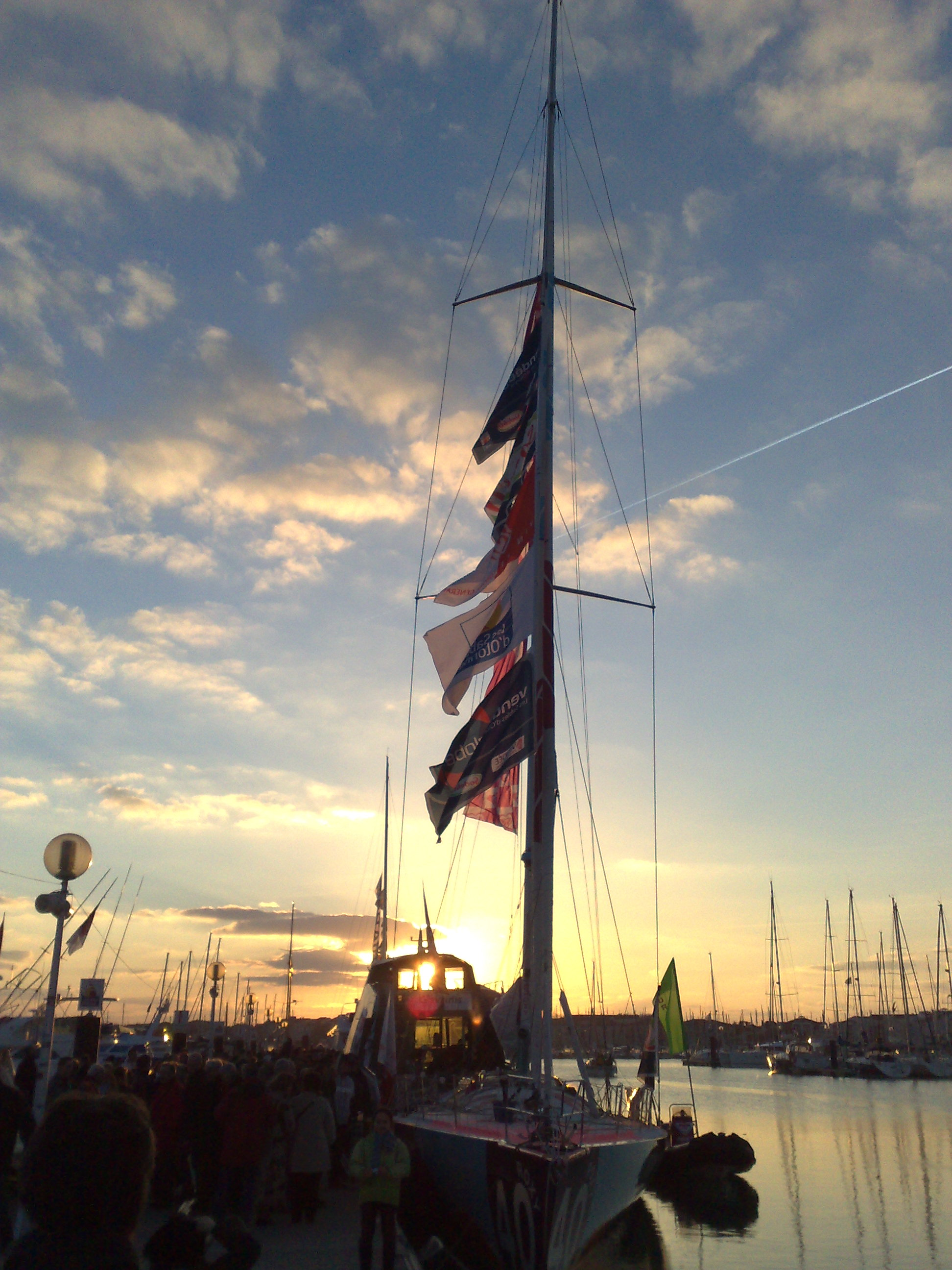
Le troisième PRB est devenu Roxy
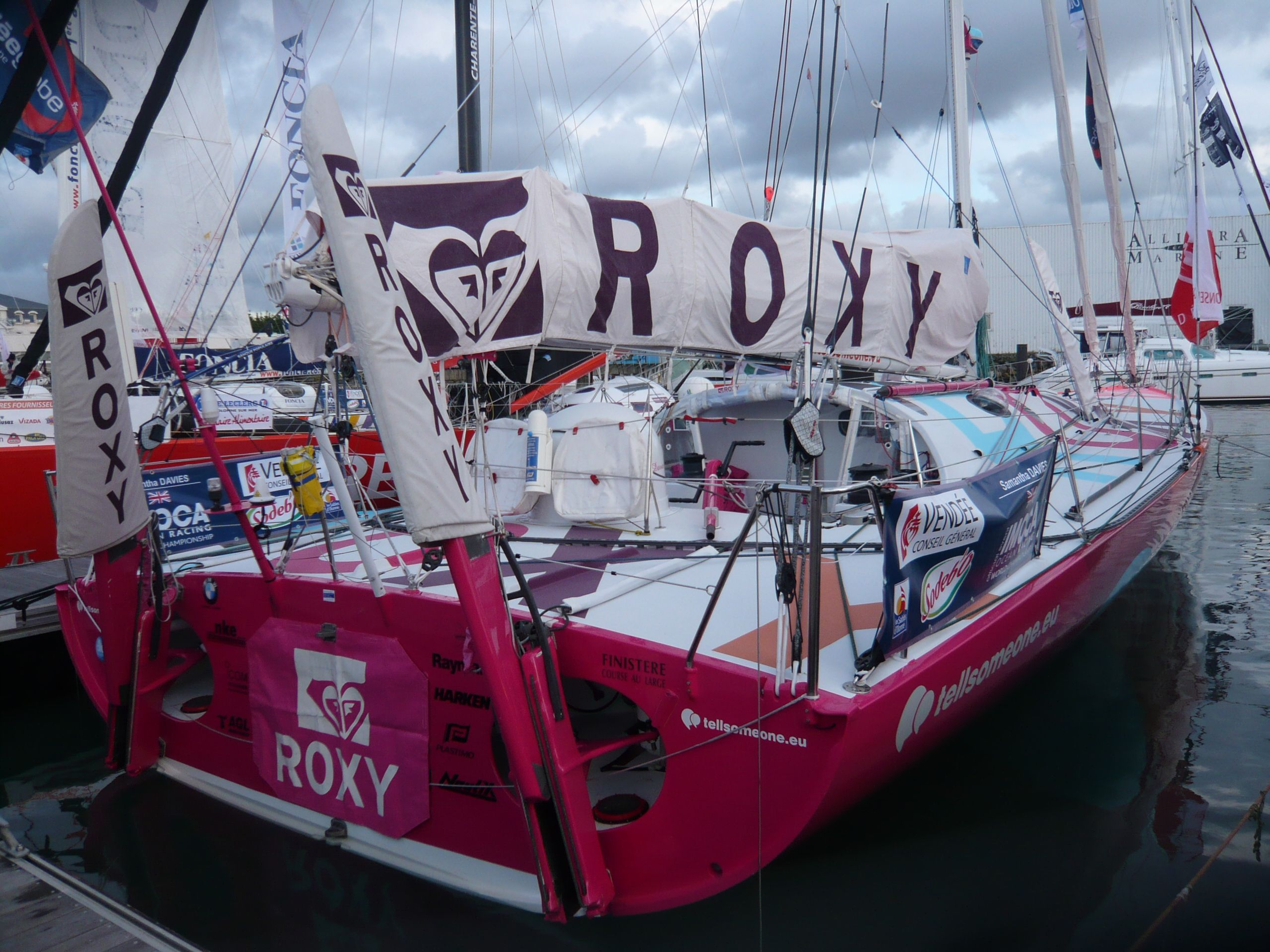
Le Roxy au Vendée Globe 2008.
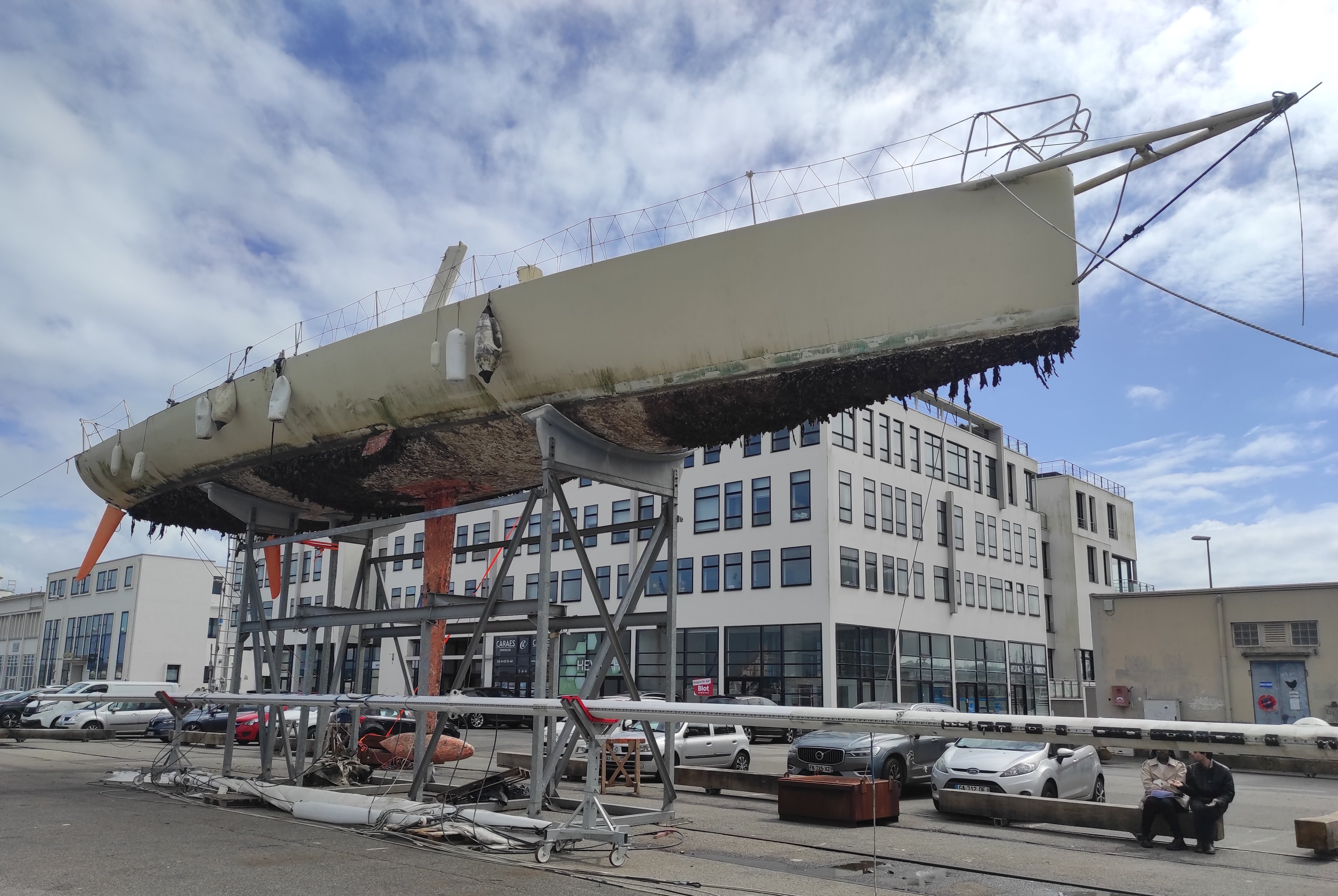
Aïto sur le quai Malbert à Brest.

## PRB(2006, quatrième du nom)

### Historique
Le bateau a été mis à l'eau en septembre 2006.

### Palmarès
- 2007
  - Vainqueur de la Calais Round Britain Race
  - Vainqueur du Fastnet Race disputé en double avec Sébastien Josse[3].
  - Barcelona World Race, course autour du monde en double avec Sébastien Josse, PRB a démâté à proximité du cap de Bonne-Espérance en Afrique du Sud le 8 décembre 2007.

- 2008
  - Vendée Globe 2008-2009, Vincent Riou démâte au large du cap Horn après avoir secouru Jean Le Cam qui avait chaviré. PRB est rapatrié d'Ushuaïa en cargo jusqu'à son port d'attache.

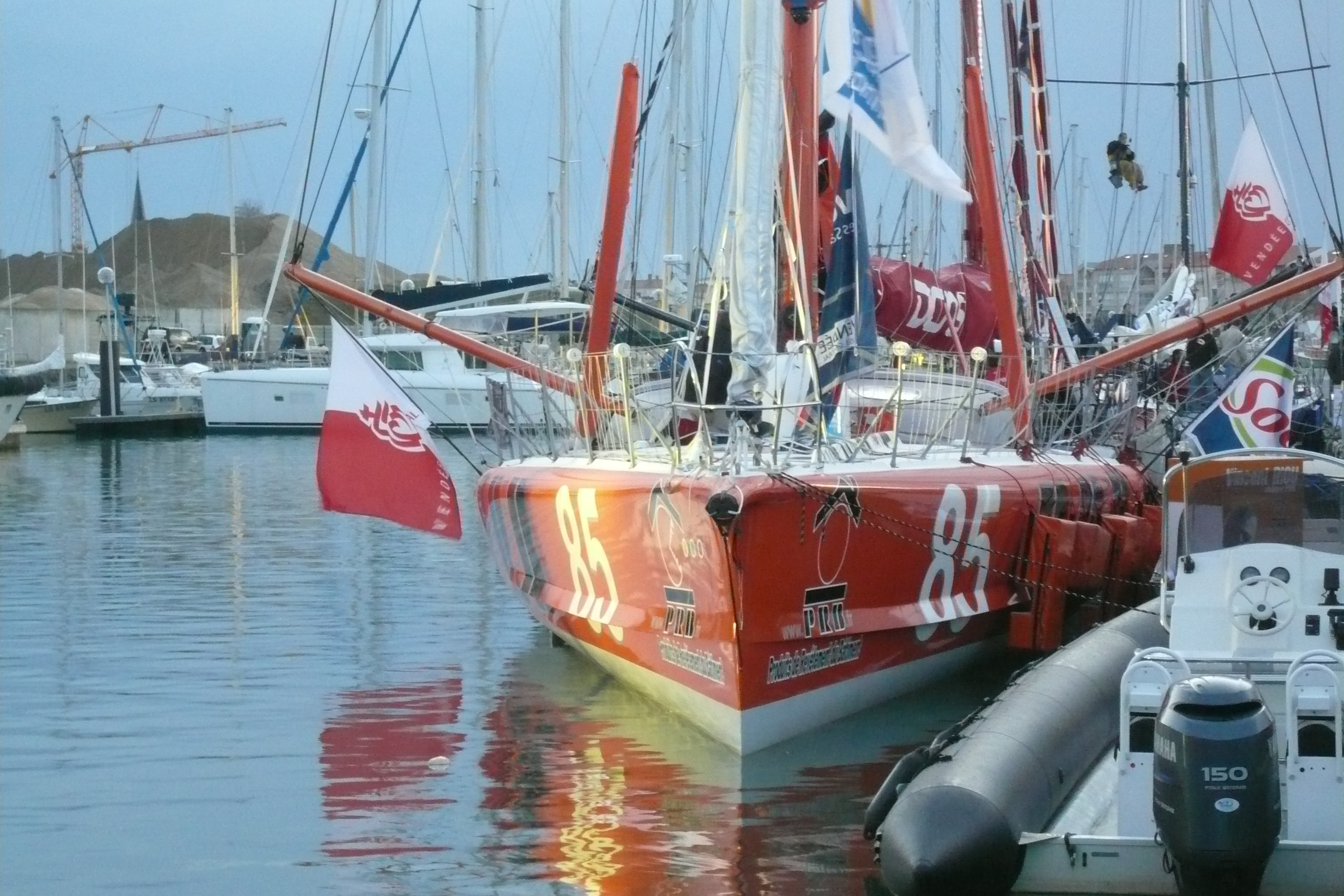
Le quatrième PRB prêt pour le Vendée Globe 2008-2009.
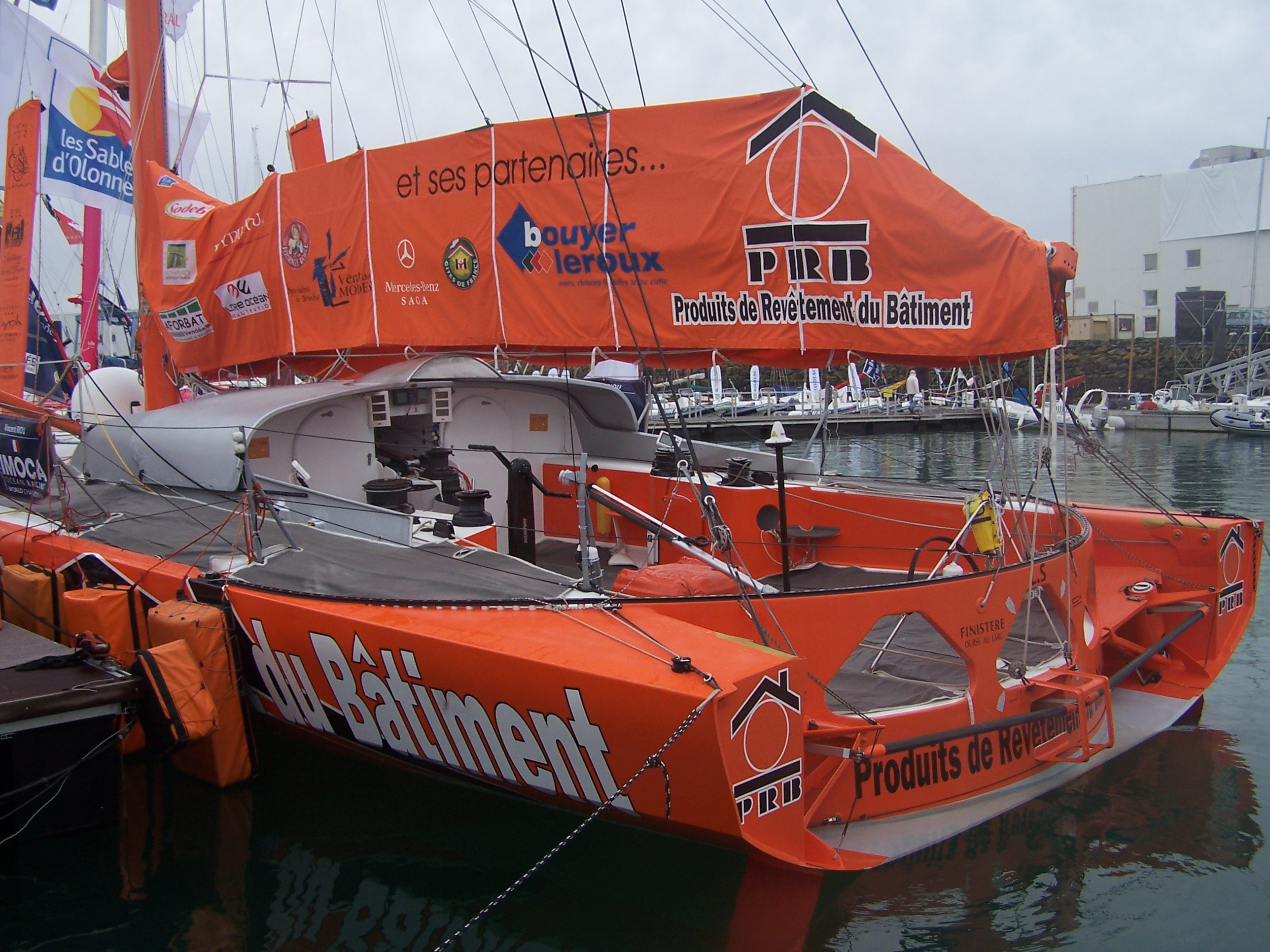
Le Cockpit du PRB.
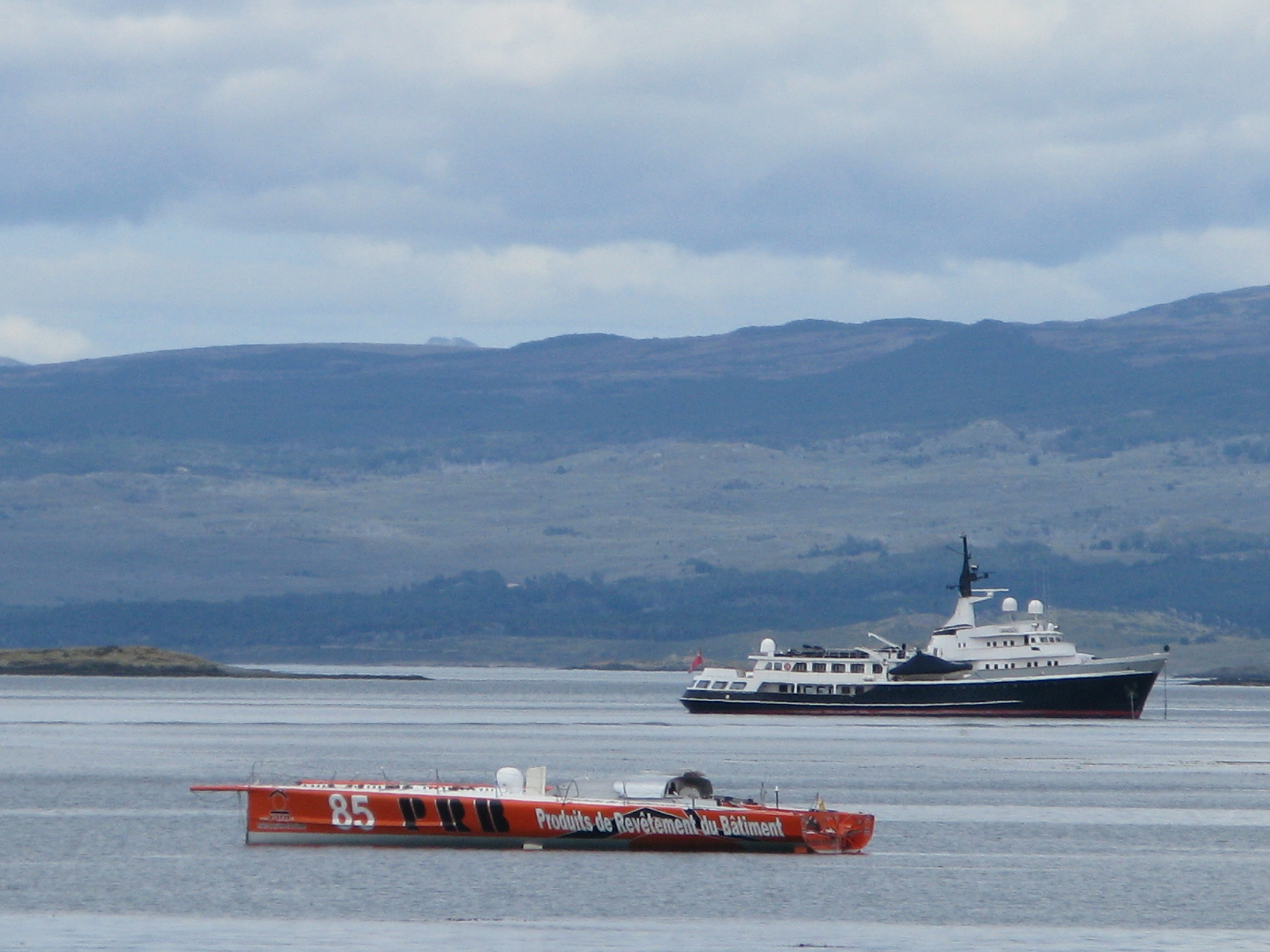
Le PRB démâté durant le Vendée Globe 2008-2009.

## PRB(2010, cinquième du nom)

### Historique
La décision de construire un nouveau bateau est annoncée le 15 juillet 2009 en même temps que le nom des architectes : le cabinet Van Peteghem Lauriot-Prévost et l'architecte naval Guillaume Verdier. Le 11 mars 2010 PRB a été mis à l'eau. Il s'agit du premier IMOCA nouvelle génération mis à l'eau depuis le Vendée Globe 2008-2009. En juillet 2018, on l'équipe de foils. En 2019, Kevin Escoffier succède à Riou à sa barre. Le 30 novembre 2020 PRB 5 sombre subitement au large du cap de Bonne espérance. Clin d’œil à l'histoire, c'est Jean Le Cam qui arrive dans une mer démontée à hisser Kevin Escoffier à bord de Yes we Cam.

### Palmarès
- 2010 
  - 5e de la Route du Rhum 2010 en classe IMOCA (9e au classement général) barré par Vincent Riou

- 2011 
  - Vainqueur du Fastnet Race dans la classe Open 60 IMOCA en équipage barré par Vincent Riou[7]

- 2013
  - Vainqueur de la Transat Jacques-Vabre 2013 en classe IMOCA (5e au classement général) avec Vincent Riou et Jean le Cam
- 2015
  - Vainqueur de la Transat Jacques Vabre 2015 en classe IMOCA avec Vincent Riou et Sébastien Col

### Incidents de course
- Transat Jacques-Vabre 2011 Abandon. Après avoir annoncé leur déroutement sur les Açores dû à la cloison étanche explosée sur 2 mètres[8] Vincent Riou et Hugues Destremau annoncent le 8 novembre 2011 officiellement leur abandon[9].
- Vendée Globe 2012-2013 Abandon. Vincent Riou est contraint à l'abandon après un choc contre une bouée métallique ayant endommagé la coque et un tirant d'outrigger.
- Vendée Globe 2020-2021 Abandon. Problème de structure à l'avant, le bateau coule au large du cap de Bonne-Espérance. Kévin Escoffier est récupéré par Jean Le Cam[10].

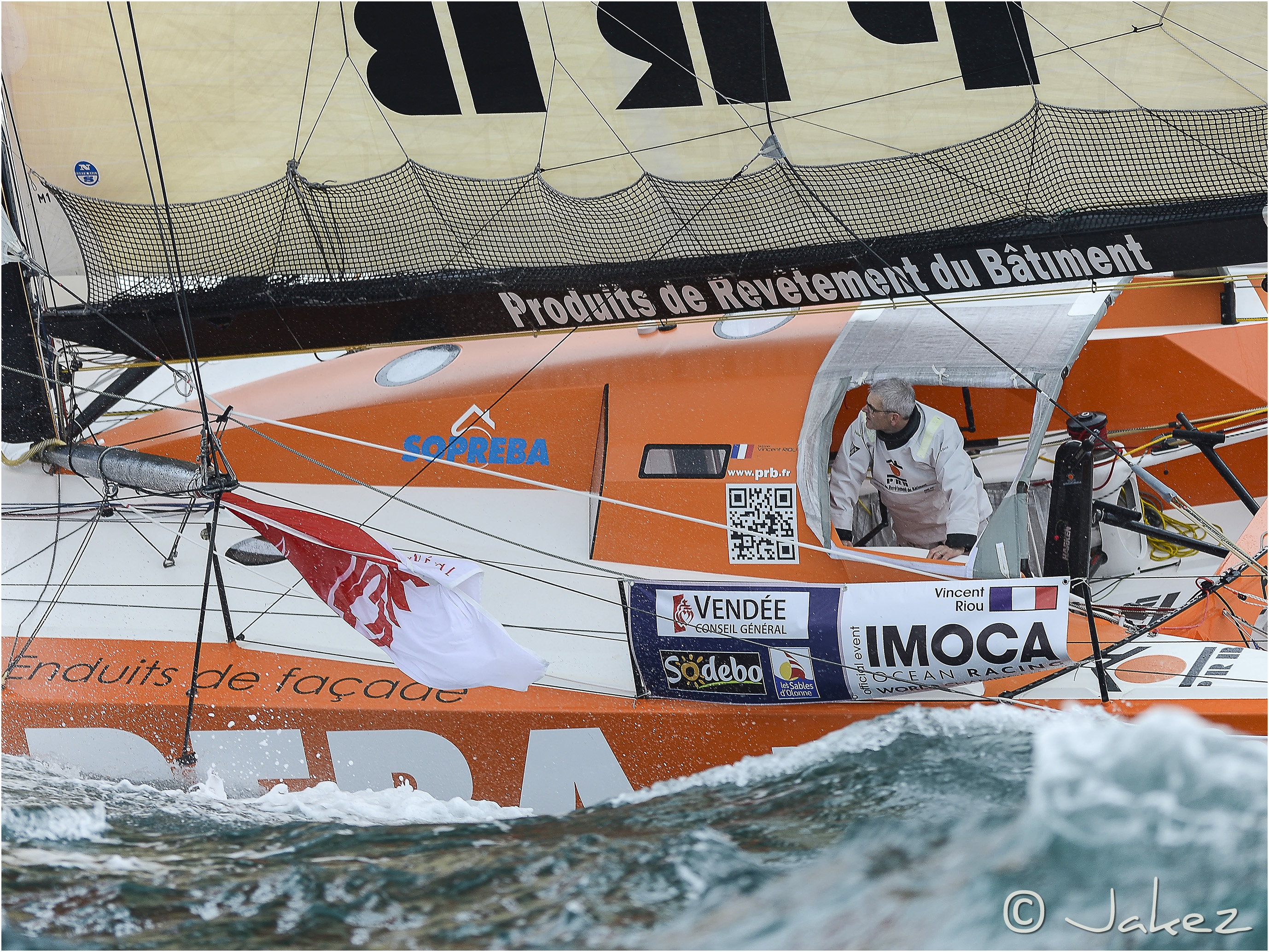
Vincent Riou au départ du Vendée Globe 2012-2013.
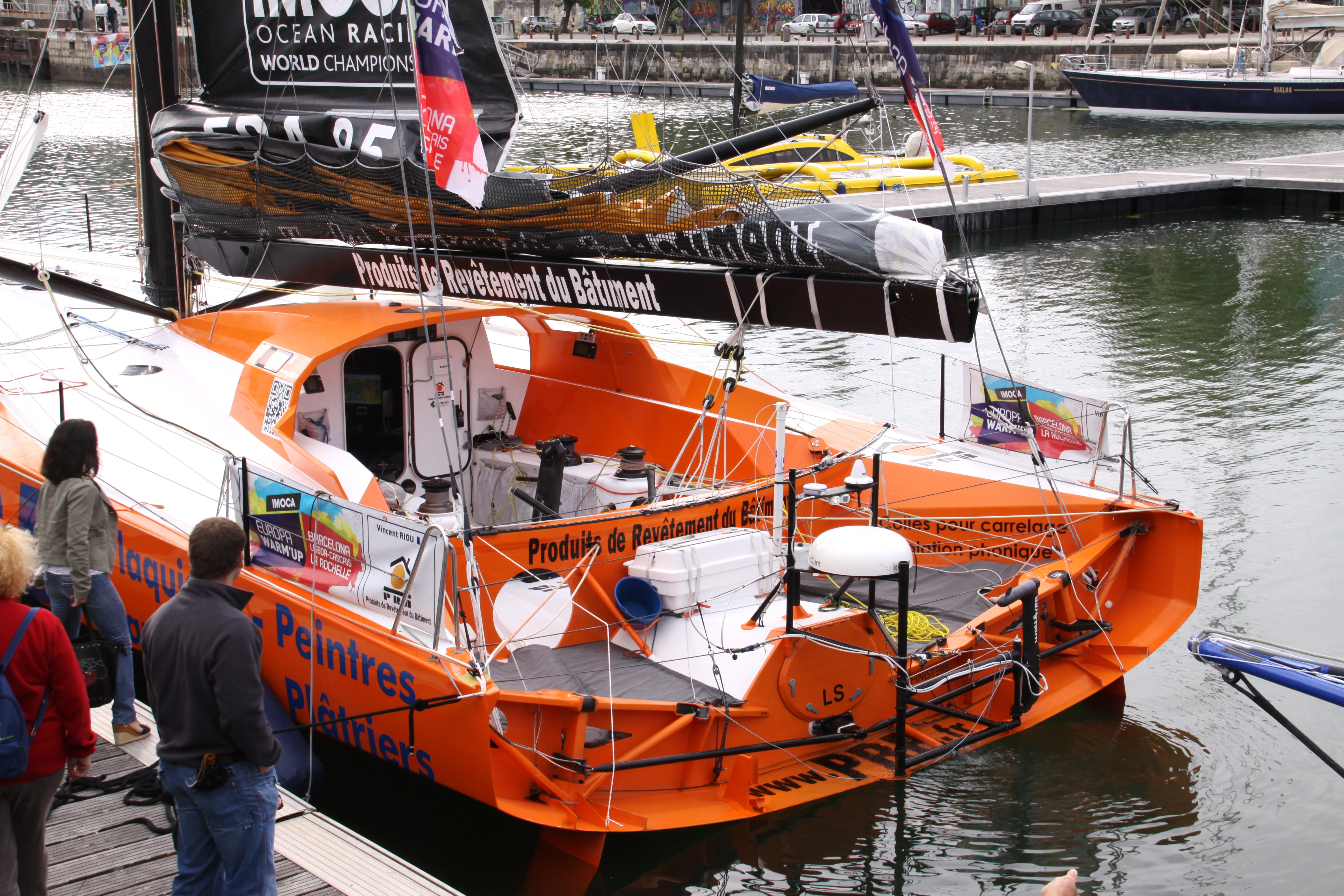
Le voilier dans le Bassin des Chalutiers à La Rochelle
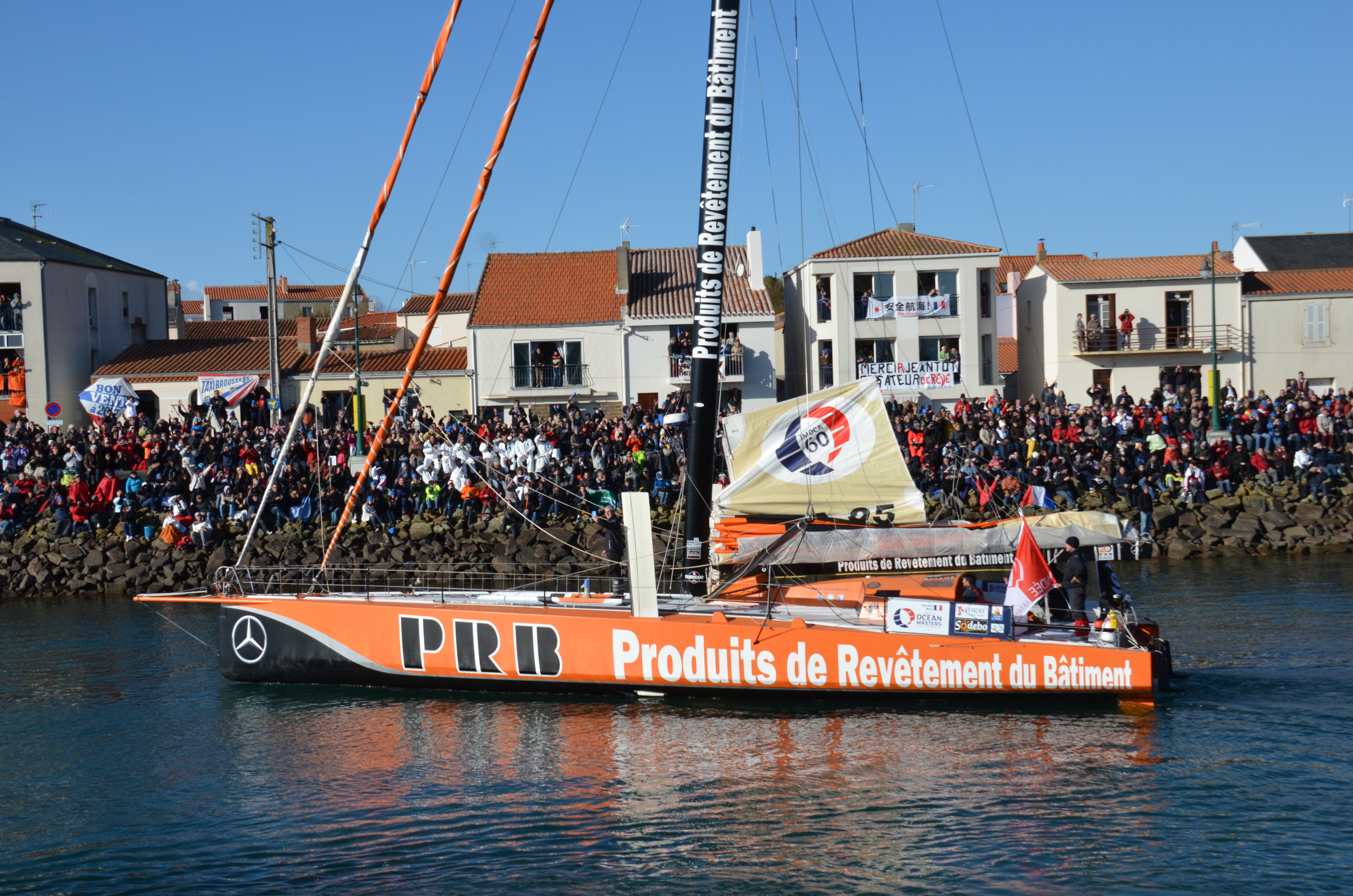
Vendée Globe 2016-2017.

## PRB(2022, sixième du nom), devenuHolcim-PRB
En 2021, un Imoca, plan Verdier, est en construction au chantier Carrington Boats, à Hythe, dans le Hampshire. Le bateau est prévu pour The Ocean Race. Mais le projet est abandonné, le financement n'ayant pu être bouclé. La construction est arrêtée.
En mai 2021, Kevin Escoffier et PRB annoncent qu'ils viennent de racheter la coque. La construction reprend, toujours chez Carrington. L'étrave est modifiée.
La coque est transportée à Lorient fin janvier 2022. Le bateau y est finalisé par le Team PRB. Le sixième Imoca PRB est mis à l'eau le 7 mai 2022. En août, à la suite du rachat de l'entreprise PRB par Holcim, le bateau devient Holcim-PRB.

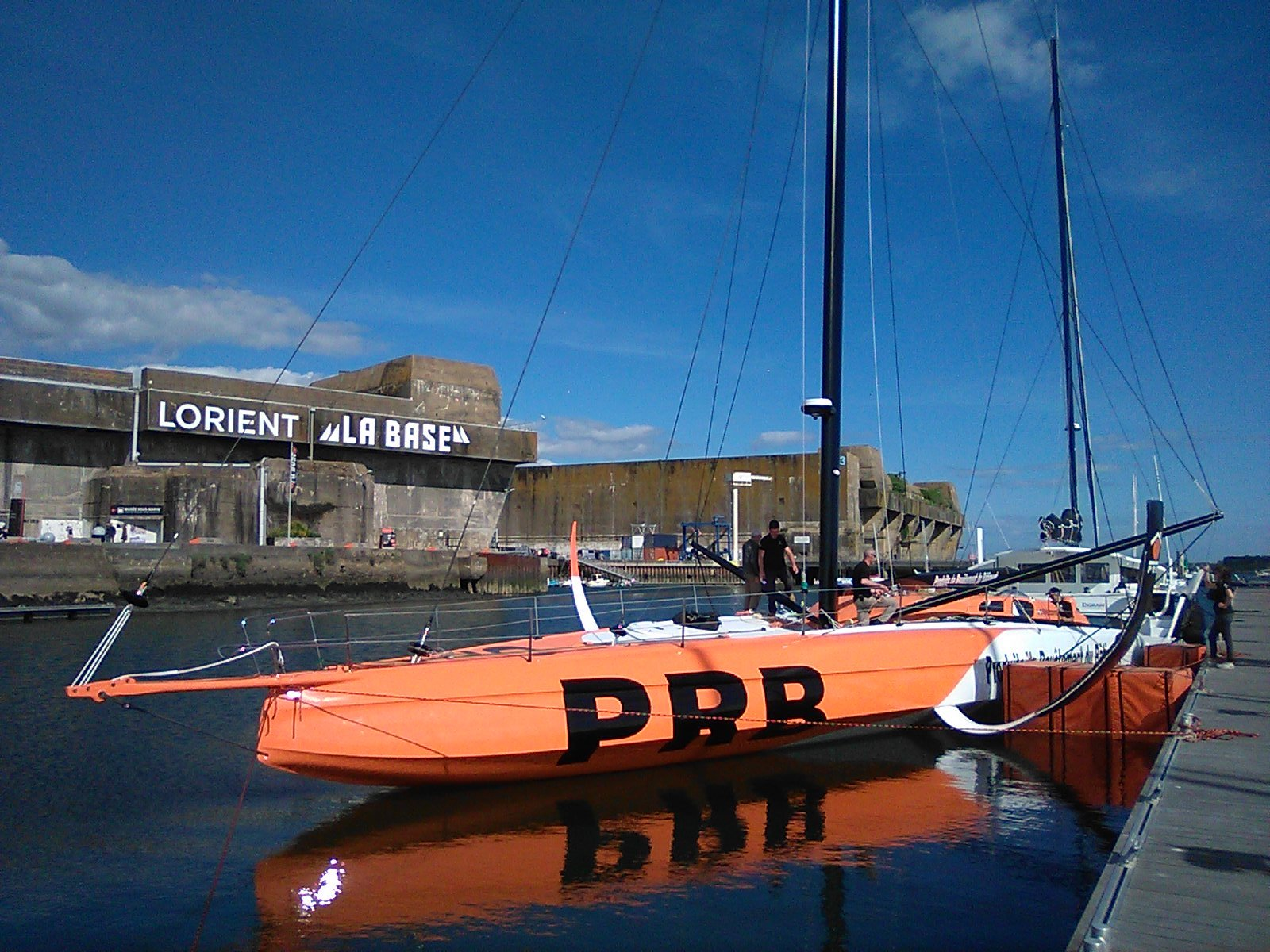
PRB à Lorient, le jour de sa mise à l'eau.
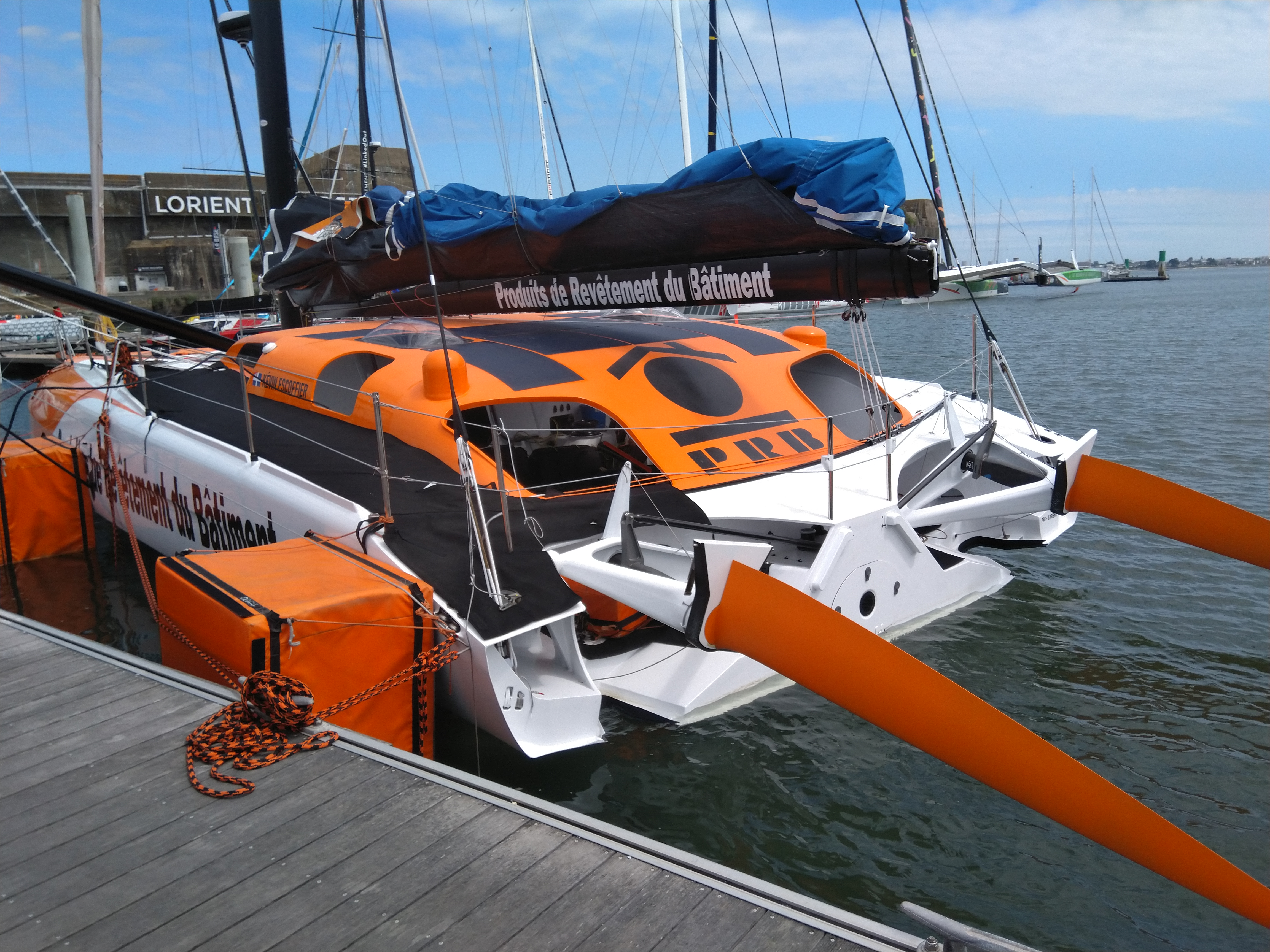
Le Cockpit presque entièrement fermé.
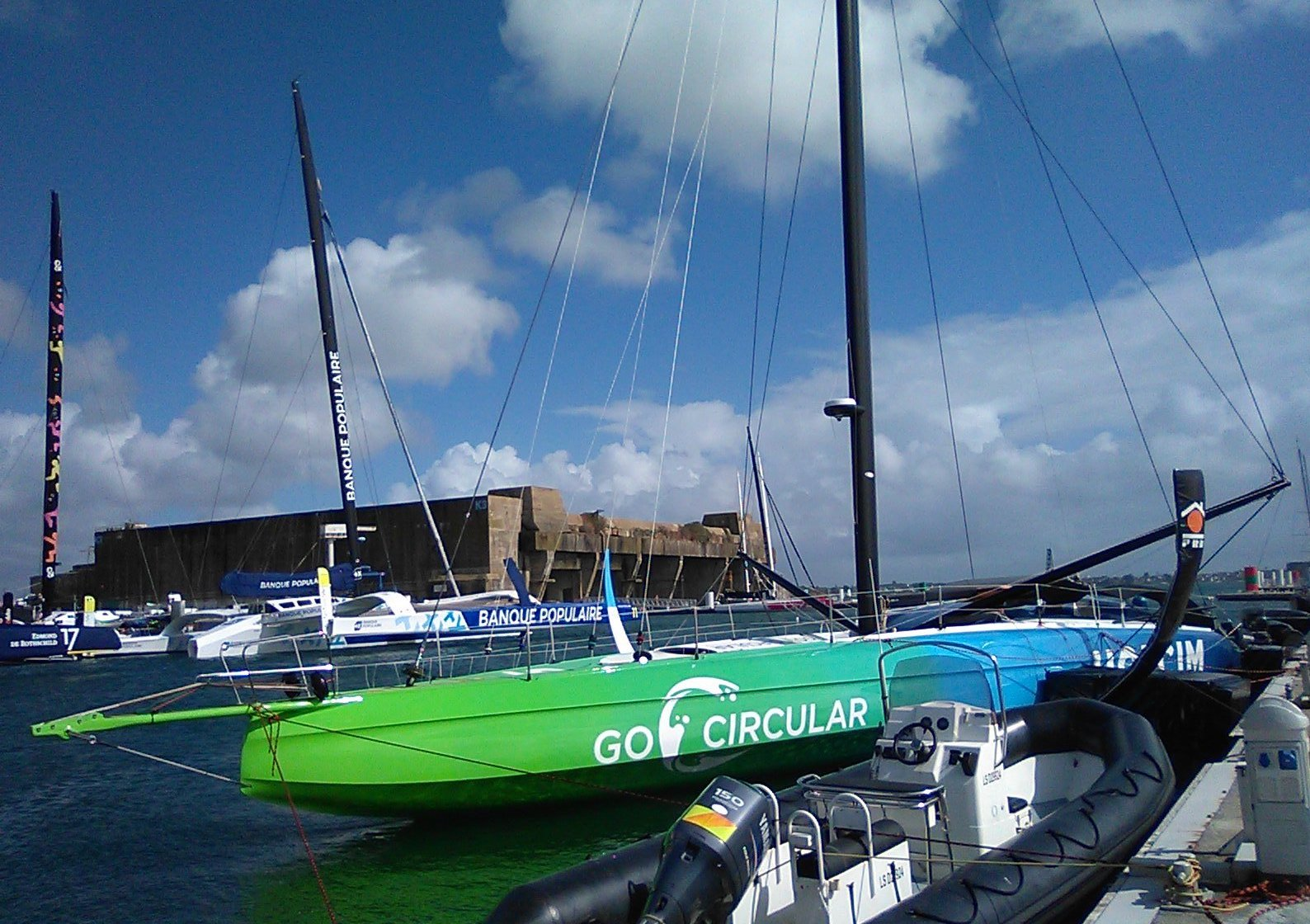
Le PRB en 2022.